# Cleopatra Stratan
Cleopatra Stratan (född 6 oktober 2002) är en moldavisk sångare, den yngsta person som fått kommersiell framgång, med sitt album från 2006 La vârsta de trei ani ("Vid tre års ålder"). Hon innehar rekordet för högst betalda unga artist, den yngsta artist som fått en MTV-utmärkelse och som blivit etta med en låt i ett land ("Ghiță" i Romanian Singles Chart). År 2011 flyttade Cleopatra och hennes  familj och de bor nu i Pipera i Rumäniens huvudstad Bukarest.

## Uppväxt
Pavel Stratan, Cleopatras far, höll på och spelade in en sång i en studio där treåriga Cleopatra var med. Hon tog impulsivt tag i mikrofonen och började sjunga tillsammans med Pavel. Alla blev förstummade, så det hela slutade med att det blev Cleopatra som sjöng in sången. Det har förslagits, att eftersom hon var yngre än Shirley Temple, skulle hon få vara med i  Guinness rekordbok som den yngsta talangen som någonsin uppträtt på en scen och spelat in ett eget album.
En del av hennes sånger har redan översatts till engelska och spanska. La vârsta de 3 ani och en Ghiță maxi-single gavs också ut i Japan.
La vârsta de trei ani ("Vid 3 års ålder") var en dubbel platinumskiva utgiven sommaren 2006, som sålde mer än 150 000 album i Rumänien. I december 2006 tillkännagav hennes far att fram tills nästa album hade släppts skulle hon inte längre sjunga inför publik.
Sin största hit, sången "Ghiță", spelade Cleopatra in i december 2006.

## Album
La vârsta de 3 ani (2006, Pop Album, längd: 58:16)
1. Ghiţă 3:17
2. Cuţu 3:03
3. Te-am întâlnit 2:38
4. Şansa 2:22
5. Noapte bună! 3:54
6. Surprize 3:23
7. Număr pân' la unu 2:45
8. Mama 3:58
9. De ce? 4:15
10. Zuzu-zuzu 2:08
11. Oare cât? 2:01
12. Pasărea pistruie 3:44

- La vârsta de 5 ani (2008, popalbum, total längd: 32:25)

1. "Zunea-Zunea" - 2:59
2. "Elefantul și furnica" - 3:04
3. "Lupul, iezii și vizorul" - 4:17
4. "Vino, te aștept" - 3:00
5. "Cățeluș cu părul creț" - 3:28
6. "Dăruiește" - 3:45
7. "Gâște-gâște" - 2:43
8. "Melc-melc" - 2:42
9. "Refrenul dulcilor povești" - 3:00
10. "Va veni o zi într-o zi" - 3:27

- Crăciun Magic (Magic Christmas) (2009 julalbum, total längd: 43:48)

1. Domn, Domn, să-nălțăm (Lord, Lord Be Blessed) 3:10
2. Îngerii șoptesc (Angels Whisper) 3:38
3. Steaua sus răsare (The Star Rises Up) 2:44
4. Deschide ușa, Creștine (Open The Door, Christian) 5:33
5. A venit, a venit iarna (The Winter Has Come) 3:41
6. La Betleem colo-n jos (Down There In Bethlehem) 3:02
7. Într-un miez de noapte (In A Midnight) 3:50
8. Leru-i Doamne (Oh Lord) 4:19
9. Florile dalbe (White Flowers) 3:04
10. Seara de Crăciun frumos (Beautiful Christmas Night) 4:23
11. Astăzi s-a Născut Hristos (Christ Was Born Today) 2:42
12. Maria și Iosif colindă (Mary And Joseph Wander) 3:04

- Melodii Pentru Copii (2012) (1 juni 2012)

1. "Când Voi Crește Mare"
2. "Moș Martin"
3. "Mama Mea e Cea Mai"
4. "Vesel Iepuraș"
5. "Frățiorul Meu"
6. "Trei Buburuze"
7. "Hopa-hop"
8. "Ursulețul Bambulică"
9. "Pentru Noi Doi"
10. "Parcul Zoologic"

- #1 Youtube Trending in Romania (2018) (12 juni 2018)

1. "Te las cu inima" - Över 4 miljoner visningar under 1 vecka

### Fotnoter
1. ↑  ”Cleopatra Stratan în Guinness Book” (på rumänska). 12 januari 2015. Arkiverad från originalet den 12 januari 2015. https://web.archive.org/web/20150112182506/http://www.europafm.ro/showbiz/vedete/cleopatra-stratan-in-guinness-book~n19093/. Läst 11 september 2019.
2. ↑  ”Cleopatra, la cantante più giovane e pagata” (på italienska). Quotidiano.net. Arkiverad från originalet den 25 februari 2012. https://web.archive.org/web/20120225031444/http://qn.quotidiano.net/2006/11/10/pages/artI5445672.html. Läst 11 september 2019.
3. ↑  ”Una niña de cuatro años, el último fenómeno de internet” (på spanska). Arkiverad 5 oktober 2007. https://www.20minutos.es/noticia/232058/0/nina/musica/internet/. Läst 11 september 2019.
4. ↑  ”Ghita (Official Video) English Version”. YouTube. https://www.youtube.com/watch?v=GDq-E708lHU&feature=rec-fresh.
5. ↑  ”Cleopatra Stratan-Ghita ( Video En Español Original )”. YouTube. https://www.youtube.com/watch?v=yvvSSYQGe5U.
6. ↑  ”Cleopatra Stratan’s debut in Japan” (på japanska). Arkiverad från originalet den 5 maj 2012. https://web.archive.org/web/20120505084403/http://music.ponycanyon.co.jp/pickup/pccy01830/. Läst 11 september 2019.
7. ↑  ”Cleo, la ultimul concert?” (på rumänska). Evenimentul Zilei. 12 december 2006. Arkiverad från originalet den 26 september 2007. https://web.archive.org/web/20070926211301/http://www.evz.ro/article.php?artid=283915. Läst 11 september 2019.
8. ↑  ”Cleo, copilul-minune” (på rumänska). 22 augusti 2006. Arkiverad från originalet den 30 september 2007. https://web.archive.org/web/20070930043639/http://www.expres.ro/articleprint.php?artid=269371. Läst 11 september 2019.